# Ленгнау (Берн)
Ленгнау (нем. Lengnau BE) — коммуна в Швейцарии, в кантоне Берн. 
До 2009 года входила в состав округа Бюрен, с 2010 года входит в округ Биль/Бьен. Население составляет 4500 человек (на 31 декабря 2006 года). Официальный код — 0387.